# Giuseppe Poeta
Pour les articles homonymes, voir Poeta.
Giuseppe Poeta, né le 12 septembre 1985, à Battipaglia, en Italie, est un ancien joueur italien de basket-ball. Il évoluait au poste de meneur.

## Biographie
En janvier 2014, il rejoint le Saski Baskonia Laboral Kutxa qui évolue en première division espagnole, la Liga Endesa.

## Référence
1. ↑  (en) « LABORAL KUTXA signs Poeta at guard », Euroligue, 1er janvier 2014